# دهستان کفرود
دهستان کفرود، یکی از دهستان‌های بخش رودشت شهرستان ورزنه در استان اصفهان ایران است.

## جمعیت
براساس سرشماری عمومی نفوس و مسکن در سال ۱۳۹۵، جمعیت دهستان کفرود برابر با ۴،۵۰۵ نفر بوده‌است.